# 网孢黑粉菌
网孢黑粉菌（学名：Ustilago reticulata）是属于黑粉菌目黑粉菌科黑粉菌属的一种真菌，寄生在蓼属植物上。该种分布于中国、日本、印度、哈萨克斯坦、格鲁吉亚、阿塞拜疆、巴基斯坦、芬兰、俄罗斯、乌克兰、波兰、乌干达、卢旺达、刚果、美国、墨西哥等地。